# ホンコンやきそば
ホンコンやきそばは、エスビー食品が1964年（昭和39年）2月に発売した、袋麺型のインスタント焼きそばである。

## 概要
ホンコンやきそばの最大の特徴は、日清食品のチキンラーメンや、既に終売となった日清焼チキンと同様に、揚げ麺の表面にあらかじめソースの味がつけられていることである。
1964年（昭和39年）2月に発売された商品で、発売当初は全国で販売されていたが、全国的な販売が中止になった際に、営業的な事情で要望が多い地域で販売が続けられることになり、2023年時点では北海道、宮城県、大分県の一部の地域のみで販売されている。ただし、これらの販売地域では現在に至るまで根強い人気がある。2000年代に入ってから口コミで人気が広まり、エスビー食品のサイトやインターネットショッピング、アンテナショップで購入することもできる。
パッケージには、長衫を着たステレオタイプの中国人コック長のイラストが描かれており、コック帽には中華コック長と書かれている。発売当初のパッケージにはイラストはなく、このイラストが入ったデザインは1968年（昭和43年）に採用された。また2023年（令和5年）現在、パッケージの裏側にはエスビー食品が2000年（平成12年）1月に制定したブランド・スローガン「SPICE & HERB」（スパイス&ハーブ）のロゴマークが記載されているが、近い将来、記載が廃止される見込み。
発売当初から栃木県佐野市にあるエスビー食品グループの「東京食品産業株式会社」に製造を委託し、エスビー食品が発売・販売元という形になっている。

## 名前の由来
香港には広東料理があり、焼きそばもおいしい、という連想からネーミングされた。袋の裏には、「香港は様々な中華料理を味わえる都市。その中華料理の調理法に習い、豚のだしとコシのある麺の食感にこだわりました。」と記されている。

## 原材料
味付け油揚げめん（小麦粉、食用油脂（豚脂､パーム油）、ソース、食塩、香辛料、砂糖、煮干しエキス、ポークエキス、さば削りぶしエキス、こんぶエキス、ソースパウダー、ビーフエキス）、ごま、あおさ、香辛料、調味料（アミノ酸等）、酸味料、カラメル色素、かんすい、酸化防止剤（ビタミンE）、甘味料（ステビア）、（その他乳、大豆、りんご、ゼラチン由来原材料を含む）。

## 内容量
めん84g、ふりかけ1g。カロリーは1食あたり404kcal。

## 調理法
あらかじめ味付けされた油揚げ麺のため、調理法も他社の商品とは異なり、独特である。
1. フライパンで200ccの熱湯を沸かす。
2. 麺を入れ、ほぐしながら、水分がなくなるまで炒める。
3. 水分がなくなったら皿に盛り、ふりかけ（ゴマ・アオサ）を振りかける[7]。

パッケージでは野菜、肉、貝類、えび、かに等をバターか油で炒めて「そえる」ことが提案されている。

## その他
- 1970年に東宝系で公開された社長シリーズ『社長学ABC』と『続・社長学ABC』（双方とも監督は松林宗恵）に、スナックの場面で登場する[8]。

## テレビコマーシャル
- 立川談志 - 柳家小ゑん時代にコック姿で発売当時のコマーシャルに出演し、「『ホンコンやきそば』はホンコンにうまいよ!」とキャッチフレーズを述べた[1][9]。